# Surodikraman
Surodikraman is een bestuurslaag in het regentschap Ponorogo van de provincie Oost-Java, Indonesië. Surodikraman telt 4601 inwoners (volkstelling 2010).